# Sara Johansson
Sara Johansson (23 de janeiro de 1980) é uma ex-futebolista profissional sueca que atuava como atacante.

## Carreira
Sara Johansson fez parte do elenco da Seleção Sueca de Futebol Feminino, nas Olimpíadas de 2000. 